# Moses Gunn
Moses Gunn, född 2 oktober 1929 i Saint Louis, Missouri, död 16 december 1993 i Guilford, Connecticut, var en amerikansk skådespelare. Gunn var med och grundade Negro Ensemble Company (NEC) på 1960-talet. Hans Off-Broadway debut skedde 1962 i Jean Genets The Blacks och hans Broadwaydebut i A Hand is on the Gate, en kväll med afro-amerikansk poesi. Han nominerades 1976 till en Tony Award för sin roll i pjäsen The Poison Tree och spelade Othello på Broadway 1970.

## Biografi
Gunn hade som svart karaktärsskådespelare med auktoritet en framgångsrik karriär på såväl film, TV som scen. Han scendebuterade i New York, i off-Broadwayproduktionen av Jean Genets The Blacks (1962). Han gjorde många Shakespeare-tolkningar i Shakespeare in the Park och vann en Obie Award för sin gestaltning av Aaron i Titus Andronicus. Gunn vann en andra Obie för sitt arbete i NEC:s uppsättning av First Breeze of Summer som senare flyttades till Broadway. Hans hyllade insats som Othello i en uppsättning vid Stratford, Connecticut Shakespeare Festival flyttade till Broadway 1970. Bland övriga Broadway-uppsättningar Gunn medverkat i märks: A Hand is on the Gate, Trettondagsafton, I Have a Dream och The Poison Tree, han nominerades till en Tony Award för den sistnämnda.
Bland Moses Gunn minnesvärda rollporträtt på film och TV finns gangstern "Bumpy" Jonas i de två första Shaft-filmerna (1971 och 1972), Booker T. Washington i Ragtime (1981), en prestation för vilken han erhöll en NAACP Image Award och som kejsarinnans läkare Cairon i Den oändliga historien (1984). Han nominerades till en Emmy Award 1977 för sin roll i miniserien Rötter. Gunn spelade även en av huvudrollerna tillsammans med Avery Brooks i TV-serien A Man Called Hawk, Carl Dixon i Good Times, den före detta boxaren Joe Kagan i Lilla huset på prärien och Moses Gage i Michael Landons western-dramaserie Father Murphy. 
Moses Gunn gifte sig med Gwendolyn Mumma Landes 1966 och blev styvfar till hennes dotter. De fick gemensamt sonen Justin 1970, som kom att bli verksam som musiker och kompositör.
Gunn avled i komplikationer till följd av astma 1993. Han är begravd på Nut Plains Cemetery i Guilford.

## Filmografi i urval
- 1968 - Amigo
- 1970 - Det stora vita hoppet
- 1971 - Mitt namn är Shaft
- 1971 - Två red ut
- 1972 - Fyra smarta bovar
- 1972 - Shaft rensar stan
- 1973 - The Iceman Cometh
- 1974 - The Cowboys (TV-serie)
- 1975 - Rollerball
- 1977 - Rötter (TV-serie)
- 1977 - Good Times (TV-serie)
- 1977-1981 - Lilla huset på prärien (TV-serie)
- 1978 - Remember My Name
- 1980 - The Contender (TV-serie)
- 1981 - Ragtime
- 1981-1983 - Father Murphy (TV-serie)
- 1982 - Huset som gud glömde 2
- 1984 - Den oändliga historien
- 1984 - Eldfödd
- 1985 - Highway to Heaven (TV-serie)
- 1986 - Hotellet (TV-serie)
- 1987 - Spanarna på Hill Street (TV-serie)
- 1989 - A Man Called Hawk (TV-serie)
- 1989 - Cosby (TV-serie)
- 1990 - Röster från andra sidan graven (TV-serie)
- 1993 - Homicide: Life on the Street (TV-serie)

## Teater

### Roller
| År   | Roll        | Produktion                                      | Regi              | Teater                             |
| ---- | ----------- | ----------------------------------------------- | ----------------- | ---------------------------------- |
| 1966 | Medverkande | A Hand Is on the Gate American Negroes          | Roscoe Lee Browne | Longacre Theatre, New York, USA    |
| 1969 |             | To Be Young Gifted and Black Lorraine Hansberry | Gene Frankel      | Cherry Lane Theatre, New York, USA |